# Fernando Palazzi
Fernando Palazzi, indicato, a volte, come Ferdinando Palazzi (Arcevia, 21 giugno 1884 – Milano, 8 giugno 1962), è stato un romanziere, lessicografo e critico letterario italiano.

## Biografia
Nato ad Arcevia in provincia di Ancona nel 1884, dopo aver frequentato il Regio liceo Carlo Rinaldini del capoluogo marchigiano, conseguì la laurea in Giurisprudenza ed intraprese la carriera di magistrato. 

Nel 1908 fu nominato uditore giudiziario al Tribunale di Ancona e due anni dopo, nel 1910, sposò la savonese Emilia Sguerso, dalla quale avrà tre figli.

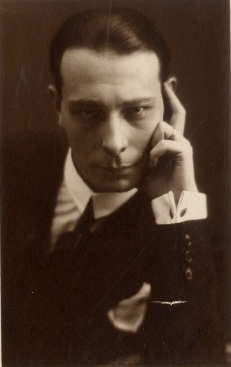
Vincenzo Errante, collaboratore di Palazzi, nel 1926

L'attività in magistratura proseguì fino al 1922, anno in cui abbandonò la carriera, con incarichi diversi nei tribunali di varie città, tra le quali Piacenza e Ferrara e, nel 1919, presso il Tribunale militare di Roma.

Al lavoro di magistrato affiancò ben presto l'attività letteraria: fu scrittore, critico letterario per diverse riviste e giornali tra i quali La Fiera Letteraria, collaboratore del quotidiano Corriere della Sera, traduttore di autori francesi e tedeschi, quali Balzac, Voltaire, Taine, Heine e altri.

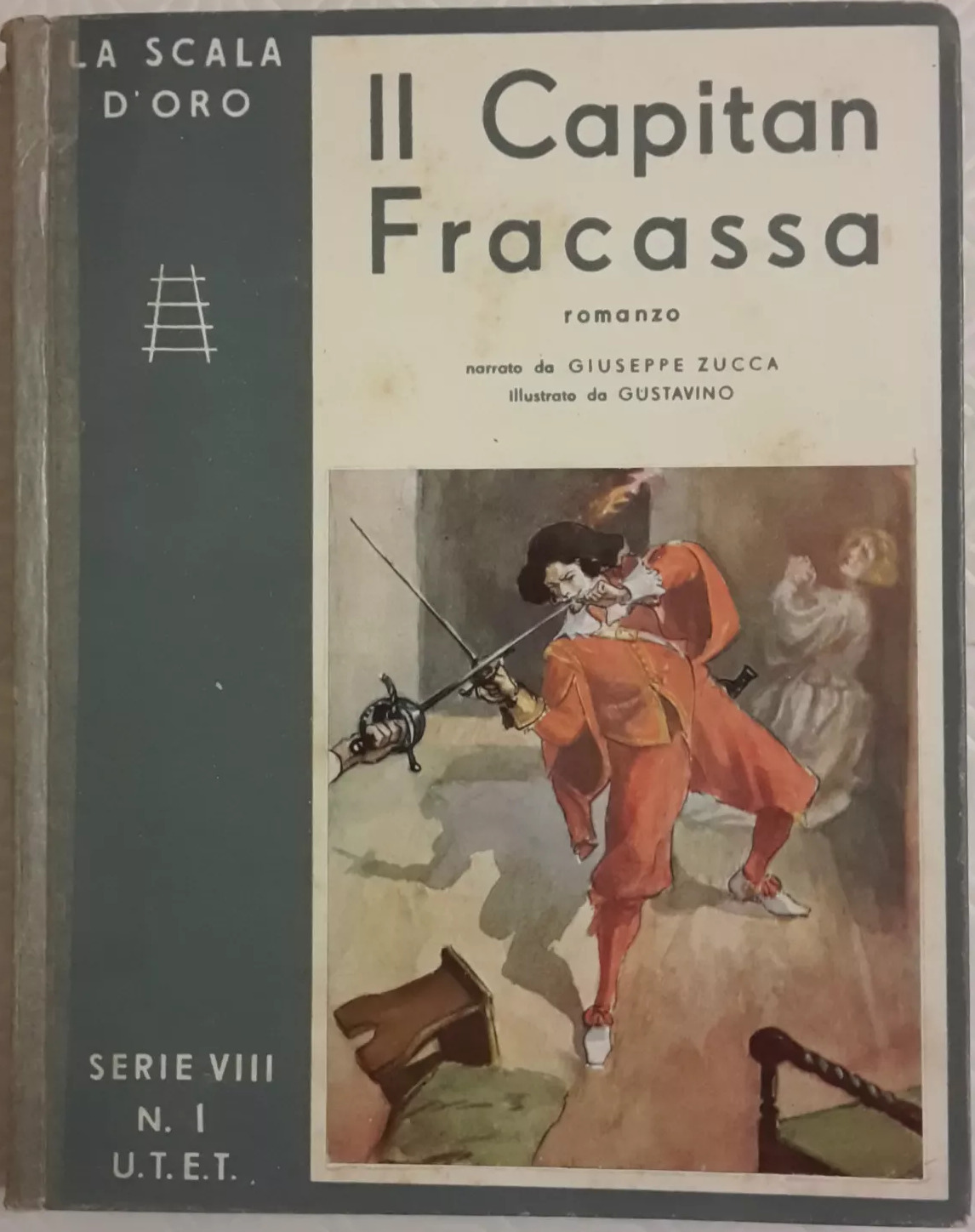
Un romanzo nella collana La scala d'oro

Nel 1928 iniziò la collaborazione con la casa editrice UTET di Torino, per la quale progettò, insieme al germanista Vincenzo Errante, la diffusissima collana per ragazzi La scala d'oro, pubblicata nel 1932; qualche anno dopo, sempre con Errante e per la UTET, ideò e diresse Il tesoro del ragazzo italiano, enciclopedia illustrata pubblicata nel 1939 e che ebbe successive riedizioni fino al 1971; nel 1953 progettò un'enciclopedia dedicata alle trame dei romanzi, il cui primo volume, con il titolo Trame d'oro, fu pubblicato dalla UTET nel 1956.
Scrisse numerosi testi scolastici di storia, geografia e grammatica, e curò antologie di letture e raccolte di fiabe. Tra le sue opere un romanzo sentimentale, La storia amorosa di Rosetta e del cavalier di Nérac, 
 con il quale ottenne, nel 1930, il premio Mondadori per un romanzo inedito italiano,  e un'Enciclopedia degli aneddoti. 
Il suo nome è ricordato principalmente quale autore  del Novissimo dizionario della lingua italiana, edito dalla casa editrice Ceschina nel 1939 e che ebbe vasta diffusione e diverse ristampe, fino a tempi recenti; 
del vocabolario curò anche un'edizione minore, dal titolo Il Piccolo Palazzi - Moderno dizionario della lingua italiana, anch'esso più volte ristampato.
Palazzi morì a Milano, a settantasette anni, nel 1962.

## Opere
- Sem Benelli. Studio biografico critico, Ancona, G. Puccini & figli, 1913.
- La civiltà romana. La vita, le istituzioni, i costumi. Con nomenclatura e fraseologia latina e con passi latini scelti convenientemente annotati, con M. Untersteiner, Milano, Unitas, 1925.
- La civiltà greca. Storia politica, letteraria e artistica, religione, istituzioni pubbliche, usi e costumi, Milano, Unitas, 1926.
- Civiltà e imperi. Corso di storia per i ginnasi inferiori,

I, Le civiltà antiche, Milano-Verona, A. Mondadori, 1928.
II: Il Medioevo e la civiltà moderna, Milano-Verona, A. Mondadori, 1928.
III: La civiltà contemporanea, Milano-Verona, A. Mondadori, 1928.
- La storia amorosa di Rosetta e del cavalier di Nérac, Milano, Mondadori, 1931.
- Il fiore. Libro completo di letture per l'istituto tecnico inferiore. A norma dei vigenti programmi governativi, Milano, Unitas, 1932.
- Enciclopedia degli aneddoti. Settemila aneddoti storici di tutti i tempi e paesi; Raccolti e ordinati da Fernando Palazzi, Milano, Ceschina, 1935.
- Chicchi d'oro. La storia narrata ai ragazzi attraverso l'aneddoto, Milano, Ceschina, 1936.
- Grammatica italiana moderna. Ad uso delle scuole medie inferiori, Milano, Principato, 1937.
- Novissimo dizionario della lingua italiana etimologico, fraseologico, grammaticale, ideologico, nomenclatore e dei sinonimi, Milano, Ceschina, 1939.
- La parola e le sue leggi. Nuovissima grammatica italiana per la scuola media, Milano - Messina, Principato, 1941.
- Spighe antologia del lavoro. Ad uso degli istituti tecnici per geometri, industriali, agrari e nautici, Milano-Messina, Principato, 1943.
- La città. Impressioni e fantasie, Milano, Editoriale Ultra, 1946.
- Scriver Bene. Stilistica, metrica, letteratura, Milano - Messina, Principato, 1952.
- Il piccolo Palazzi. Moderno dizionario della lingua italiana, Milano, Ceschina Principato, 1956.
- I miti degli Dei e degli Eroi, Loescher, 1960.
- Il tesoro del ragazzo italiano. Enciclopedia illustrata, concepita e diretta da e con Vincenzo Errante, 9 voll. Torino, UTET, 1939; 1948; 1960; 1965; 1968.

### Traduzioni
- Charles Augustin de Sainte-Beuve, I lunedì : re, donne, avventurieri, Milano, Istituto editoriale italiano, 1917,
- Honoré de Balzac, Les contes drolatiques : Prima decina, in collaborazione con Giosuè Borsi, Roma, A. F. Formiggini, 1920.
- Hippolyte Taine, La pittura italiana e il Rinascimento, Milano, Il primato, 1921.
- Prosper Mérimée, Carmen, Milano, Casa editrice Milano, 1923.
- Molière, Il misantropo : commedia in cinque atti, Milano, Unitas, 1925.
- Heinrich Heine, Viaggio in Italia, Milano, Studio editoriale lombardo, 1917.
- Heinrich Heine, Quando eravamo studenti, Milano, Istituto editoriale italiano, 1925.
- Heinrich Heine, Nani, elfi e salamandre : gli spiriti elementari, l'esilio degli dei, Milano, G. Bolla, 1928.
- Heinrich Heine, Reisebilder : figurine di viaggio, Milano, Facchi.
- Pierre-Ambroise-François Choderlos de Laclos, Amicizie pericolose, Milano, Mondadori, 1942.
- Jean Anthelme Brillat-Savarin, Fisiologia del gusto, Milano, Ed. Ultra, 1944.
- Charles Perrault, Le favole, Milano, Ed. d'Arte A La Chance Du Bibliophile, 1948.
- Jacques-Henri Bernardin de Saint-Pierre, Paolo e Virginia, Milano - Messina, Principato, 1956.
- Voltaire, La principessa di Babilonia, Milano, Ceschina, 1960.